# Tantou Shan
Tantou Shan är en ö i Kina. Den ligger i provinsen Zhejiang, i den östra delen av landet, omkring 220 kilometer sydost om provinshuvudstaden Hangzhou.
Genomsnittlig årsnederbörd är 1 989 millimeter. Den regnigaste månaden är juni, med i genomsnitt 362 mm nederbörd, och den torraste är januari, med 65 mm nederbörd.